# 斯凯迪欧无人机公司
斯凯迪欧（英文：Skydio）是一家总部位于美国加利福尼亚州圣马特奥的无人机制造商，专注于开发适用于态势感知、警务和检查的无人机产品。其无人机采用先进的计算机视觉技术和人工智能算法设计，能够实现高水平的自主飞行操作。这些无人机支持全自动化的任务执行，配备自动充电底座，可在完成任务后自动返回充电，为持续自主运行提供支持。 
截至2024年11月，Skydio的业务中超过50%来自军事客户，尤其是美国国防部，其客户数量据报道多达22,000家。 客户中还包括盟国，例如英国国防部、以色列国防军、印度武装部队、加拿大皇家海军和乌克兰。这表明Skydio在军事和政府市场中占据了重要地位。在商业市场方面，Skydio的无人机也曾对消费者开放。截至2021年9月，其在消费无人机市场的份额约为4%。由于竞争压力及战略调整，Skydio在2023年8月宣布退出消费市场，专注于其在国防和企业领域的核心业务。
Skydio无人机具备携带手榴弹等有效载荷的能力，显示出其在军事领域的灵活性。与面向消费市场的无人机（如大疆的产品）相比，Skydio的无人机也面临一些批评。例如，有用户反映其飞行距离未达到宣传的性能水平。此外，在携带较大或较重的有效载荷时，续航和性能可能会受到限制，这在竞争激烈的无人机市场中被视为短板。 
Skydio的无人机能够与美国军方和警察广泛使用的安卓应用程序 “Android Team Awareness Kit (ATAK)” 无缝集成，为战术操作和态势感知提供支持。此外，Skydio还开发了一系列专用软件应用程序，增强其无人机在军事和非军事领域的功能：
1. 对象跟踪功能：Skydio无人机能够利用其对象跟踪技术，持续监控敌方战斗人员或其他感兴趣的目标。这种功能特别适合战术环境中的侦察任务。[7]
2. 侦察应用程序：此应用支持无人机监视军事车队，及时发现并应对潜在威胁，例如敌方士兵或伏击行为。[8]
3. 十字线坐标和3D定位：Skydio的软件可以对目标进行三维定位，提供精准坐标信息，用于侦察和武器瞄准。这种能力在军事打击任务中至关重要。[9]
4. 3D重建应用程序：这一工具能够生成高精度三维地图，用于各种用途，例如检查舰船的结构状况或记录战争罪行。在俄罗斯入侵乌克兰期间，Skydio无人机使用此功能记录了有关战争罪的事件现场，同时也被加拿大皇家海军用于舰艇维护。[5][10]

Skydio的硬件和软件集成显示了其在军警和政府领域的重要地位，同时这些技术也为其他应用场景（如人道主义救援和基础设施检查）提供了潜力。
斯凯迪欧于2024年10月10日被中国正式宣布制裁，包括冻结斯凯迪欧在中国的资产，禁止中国组织或个人与其进行交易或合作等。这是中国政府对美国向台湾提供大规模武器援助后的一系列反制措施之一。其他两家被制裁的公司是亨廷顿·英格尔斯工业和边缘自治公司。

## 历史
Skydio由Adam Bry、Abe Bachrach和Matt Donahoe于2014年创立，他们均曾就读于麻省理工学院。 
Bry和Bachrach曾在麻省理工学院的Robust Robotics Group工作，致力于开发无需GPS支持的自主飞行技术，并设计出配备激光测距仪的固定翼无人机，能够在复杂环境中导航。2012年，他们开发了自主控制算法，可精确计算飞行轨迹并确定位置、方向、速度和加速度。毕业后，两人加入谷歌，参与了Project Wing无人机项目的研发。2014年，他们与Donahoe共同创立了Skydio，推动无人机在各行业的潜力。公司早期获得了风险投资机构安德里森·霍罗威茨的支持。
2021年3月，Skydio成功跻身“独角兽”行列，成为首家市值超过10亿美元的美国自主生产和销售无人机的公司。 
2023年2月，Skydio宣布完成2.3亿美元的E轮融资，并计划在美国建设新的制造工厂。该公司表示，在过去三年中，其业务增长了30倍，已成为美国最大的无人机制造商。Skydio称，其无人机已经在美国国防部各个部门、超过一半的州交通运输部以及47个州的200多个公共安全机构中得到应用。   
2023年8月，Skydio宣布退出消费级无人机市场，转而专注于为军事、警察和工业用户提供无人机解决方案。
2024年10月，Skydio的产品获准供台湾消防部门使用后，遭到中国政府制裁。中国政府禁止中国零部件供应商和其他企业与Skydio开展业务。 

## 产品

### Skydio R1（民用无人机）
2018年，Skydio发布了首款消费级无人机——Skydio R1。这款无人机的机身配有12个摄像头，并搭载了一个万向节稳定的4K主摄像头，支持主体跟随模式和避障功能，能够在复杂环境中自动飞行。R1的飞行控制系统由Nvidia Jetson机载计算机提供支持，使用Skydio应用程序进行操作，用户可以通过屏幕上的控制选项调节飞行高度和方向  。 

### Skydio 2（民用无人机）
Skydio 2于2019年10月发布，价格大幅降低。与R1相比，Skydio 2提供了更强的避障功能、更紧凑的外形，并将导航摄像头数量从12个减少到6个。Skydio 2配备了万向节稳定的主摄像头，支持每秒60帧的4K视频拍摄，具备3.5公里（2.2英里）的无线传输范围和23分钟的飞行时间。 
PCMag的评论家对该款无人机的避障功能表示赞赏，但对摄像头质量和无线范围提出了批评。 

### Skydio X2（军用无人机）
2020年，Skydio宣布推出X2无人机，专为军事和企业用途设计。第三代无人机采用可折叠设计，配备热像仪和全新的触摸屏控制器，飞行时间延长至35分钟。它搭载1200万像素的4K彩色摄像头，以及分辨率为320×256的Teledyne FLIR Boson热像仪，用于热成像观测。
X2通过了《美国国防授权法案》认证，提升了供应链安全性，满足在美国联邦层面的使用要求。

### Skydio X10（自主无人机）
2023年9月，Skydio在Skydio Ascend会议上发布了专业自主无人机X10。X10专为多种应用场景设计，包括战场态势感知、警务工作以及设施检查等任务。
SkydioX10搭载NVIDIA Jetson Orin处理器，计算性能较Skydio X2大幅提升。改进的导航摄像头让X10能够在更复杂的环境中更精准地避障，包括规避更细小的障碍物。其Night Sense功能支持在全黑环境下的自主飞行，实现全天候运行。全新的机载建模技术支持离线3D重建，无需依赖互联网连接。
人们批评X10在搜索救援和战场情况下的无线覆盖范围没有达到宣传的水平。

## 军事项目

### 短程侦察
2022年2月，Skydio赢得了美国陆军短程侦察（Short Range Reconnaissance， 缩写SRR）计划第1批次生产协议。该合同第一年价值2020万美元，五年总价值9980万美元。Skydio X2D（RQ-28A）被整合到陆军排级。该部门将SRR计划描述为开发一种廉价、背包便携、垂直起降（VTOL）小型无人机的努力，以提供可快速部署的情报、监视和侦察（ISR）能力。据报道，截至2024年9月，美国军方使用多达22,000架Skydio无人机。

### Replicator
Replicator是美国国防部一个项目的名称，该项目旨在开拓以低成本为美国军方生产大量武器或系统的方法。2023年11月，Skydio宣布有意参与Replicator计划。Replicator的目标是到2025年8月，在多个作战领域向作战人员提供数千个规模的“全域可资源化自主系统”（Attritable Autonomous Systems Across Domains），能够在各种作战领域（如陆、海、空、太空和网络空间）部署自主化武器或设备。

## 争议
政府雇员被指控与该公司存在不正当关系。
Skydio首席执行官AdamBry在LinkedIn上的声明中强调，Skydio与大疆无人机禁令法案无关，并且他指出，针对Skydio的“极端仇恨”是由大疆引起的。